# Order Daniły I
Order Daniły I lub Order Niepodległości Czarnogórskiej (serb. Opден Дaнiлa I зa нeзaвcнocт Цpнoгope) – odznaczenie czarnogórskie nadawane za zasługi cywilne i wojskowe w latach 1853–1918, obecnie order domowy dynastii Petrowiciów-Niegoszów.

## Historia
Przodkiem orderu był ustanowiony 23 maja 1853 przez księcia Czarnogóry Daniła I Petrowicia-Niegosza Krzyż Daniła I. Posiadał tylko jedną klasę i nadawany był wyłącznie wojskowym za dzielność w wojnach z Turkami. W roku 1861, po objęciu tronu przez księcia (późniejszego króla) Mikołaja I krzyż Daniła I został przeobrażony w trójklasowy order, otrzymując Krzyż Wielki z gwiazdą oraz Krzyż Komandorski o nieco innych insygniach niż dawny Krzyż Daniła. Następna reorganizacja nastąpiła w roku 1873, kiedy order otrzymał cztery klasy zbliżone do znanego schematu Legii Honorowej (oprócz Krzyża Oficerskiego), i ostatnia w roku 1893, gdy order ostatecznie przyjął wzór Legii, przy czym dawny Krzyż Daniła I otrzymał z powrotem swą nazwę jako V. klasa orderu. Order pozostał drugim najwyższym odznaczeniem czarnogórskim aż do aneksji kraju przez Królestwo SHS w roku 1919.

## Insygnia
Pierwotny Krst Danila I to krzyż łaciński o rozszerzonych zakończeniach ramion, pokryty obustronnie czarną emalią ze srebrną bordiurą. Emaliowany na czerwono medalion środkowy awersu nosi złoty napis: „Даніљ I Kнязь Црногорскій”, a medalion rewersu napis „Зa Независност Цpнoгope 1852-3”. Po wprowadzeniu nowych klas w roku 1873 pozostawiono Krst Danila I w jego pierwotnej postaci, a nowe klasy otrzymały osobne oznaki: emaliowany na niebiesko z białą i czerwoną bordiurą krzyż grecki z rozszerzonymi zakończeniami ramion, noszący w medalionie awersu ukoronowany monogram „Д I”, otoczony napisem „Kнязь Црногорскій”. Napis na rewersie pozostał bez zmian. Dodano gwiazdę Wielkiego Krzyża, szesnastopromienną o na przemian gładkich i cyzelowanych na wzór brylantów promieniach, noszącą na sobie awers odznaczenia. Oznaka otrzymała zawieszkę w postaci złotej mitry książęcej. W roku 1893 nie zmieniono wyglądu odznaczenia, dodano tylko rozetę oficerską na wstążce IV. klasy odznaczenia oraz nieco mniejszą gwiazdę dla II. klasy orderu.
Order noszono na białej wstędze z szerokimi obustronnymi czerwonymi bordiurami. Przy IV i V klasie wiązano wstążeczkę w trójkąt na modłę austriacką.
| Baretki Orderu Daniła I | Baretki Orderu Daniła I | Baretki Orderu Daniła I | Baretki Orderu Daniła I | Baretki Orderu Daniła I |
| ----------------------- | ----------------------- | ----------------------- | ----------------------- | ----------------------- |
| Krzyż Wielki (I kl.)    | Wielki Oficer (II kl.)  | Komandor (III kl.)      | Oficer (IV kl.)         | Kawaler (V kl)          |